# Marie Ebner Eschenbach
Freifrau Marie von Ebner-Eschenbach (Zdislawitz, 1830. szeptember 13. – Bécs, 1916. március 12.) költőnő és regényíró.

## Életpályája
Bécsben élt, moralizáló, kritikai realista elbeszéléseket írt, amelyek ellentétes fogadtatásban részesültek, Grillparzer figyelemre javasolt, de Otto Ludwig viszont keményen megbírált.
Tömören megformált versei az osztrák líra figyelemre méltó értékei közé tartoznak.

## Magyarul megjelent művei
- Ismét a régi; fordította: Székely Irén; Athenaeum, Budapest, 1897
- Krampampuli és egyéb elbeszélések; fordította: Radó Ágnes; Lampel, Budapest, 1906 (Magyar könyvtár)
- Felbontatlanul elégetendő!; fordította: Hevesi Sándor; Jókai Ny., Budapest, 1920 (Genius könyvtár)
- Az elsőszülött. Regény; fordította: Rácz Lajos; Magyar Jövő, Miskolc, 1928 (A Magyar Jövő regényei)